# Vistlip
Vistlip est un groupe de rock japonais de visual kei créé en 2007.
Il est formé de Tomo, le chanteur qui compose les paroles, Rui, le bassiste, Umi, l'un des guitariste et leader du groupe, Yuh, l'autre guitariste qui compose la musique, et Tohya, le batteur.

## Histoire
Vistlip se forme à la date propice du 7 juillet 2007 par des membres venant des quatre coins du Japon : le chanteur Tomo est de Fukuoka (Kyushu) ; les guitaristes sont tokyoïtes, Yuh et Umi pratiquent aussi les voix rap, et sont les responsables de la formation de ce groupe ; le bassiste Rui vient de Hyogo et Tohya à la batterie est natif de Kanagawa.
Ils commencent à jouer en public dans différentes salles à Tokyo et c'est à la fin du mois d'avril 2008 que vistlip sort son premier mini-album Revolver. Ils sortent également un clip pour leur chanson Edy. En août, ils font la première partie de CELLT pour leur première tournée one man Kaettekita Ultra C. En septembre, ils entament une série de sorties mensuelles de singles, le dernier étant drop note, basé sur le thème de "Smile and Voice" (sourire et voix). À la fin de l'année, le groupe remercie leurs fans avec la sortie de la chanson Dead Cherry.
En avril 2009, l'album Patriot sort, et afin de préserver leur habitude, une des versions de cette sortie contient le clip de la chanson Eve. Au cours de cette même année, le batteur, Tohya se voit contraint de faire une pause à cause de ses problèmes de santé.
En juillet 2009, lors du 10e anniversaire de la Japan Expo, le groupe donne son premier concert en Europe. Ils sont particulièrement bien reçus par le public français qui apprécie de voir un peu de visual kei au festival. vistlip se voit même offert une séance de dédicaces.
En août 2009, c'est au tour du single -OZONE- de faire son apparition parmi la discographie du groupe. On notera encore une fois deux versions : l'une contenant les chansons -Ozone-, Twister & Mr. Grim ainsi que le PV d'-OZONE- et l'autre les pistes -Ozone- en version normal et karaoke, Twister & Public Game.
Le 18 octobre, le groupe fut en concert à Helsinki, en Finlande.
Vistlip sortira le 9 décembre 2009 un nouvel album, Theater, en version lipper & vister (ce dernier contenant un dvd vidéo des makings of et le PV d'-Ozone-), disponible sur CD Japan en first press, contenant comme pour chacun des singles un dessin d'un des membres par Umi (dessins disponibles uniquement dans la first press du CD).
Le 7 juillet 2010, vistlip sort son nouveau sixième single : Hameln. Ce même jour, le groupe ouvrira son FAN CLUB officiel.
Malheureusement, le 30 juillet 2010, revenant d'un concert à Kanazawa le groupe subit un accident de voiture et la manager Asako Sakakibara décède à la suite de l'éjection du véhicule. Le groupe sort avec quelques blessures légères. Le groupe décide de prendre une pause jusqu'au 26 septembre 2010.
Courant février 2011, le groupe annonce son retour et demande au fans de les soutenir plus que jamais pour le futur.

## Membres
- Tomo : chant
- Rui : basse
- Umi : guitare
- Yuh : guitare
- Tohya : batterie

## Discographie

### Albums
- 2009 : Patriot
- 2009 : Theater
- 2011 : Order Made

### Singles
- 2008 : Revolver
- 2008 : Sara
- 2008 : al[o]ne
- 2008 : drop note
- 2009 : -OZONE-
- 2010 : Strawberry Butterfly
- 2010 : Hameln
- 2011 : Sindra
- 2012 : Recipe
- 2012 : B

### V. A.
- 2008 : Shock Edge 2008
- 2008 : 「Ura★Kaizokuban」。005